# 우고 반세르 수아레스

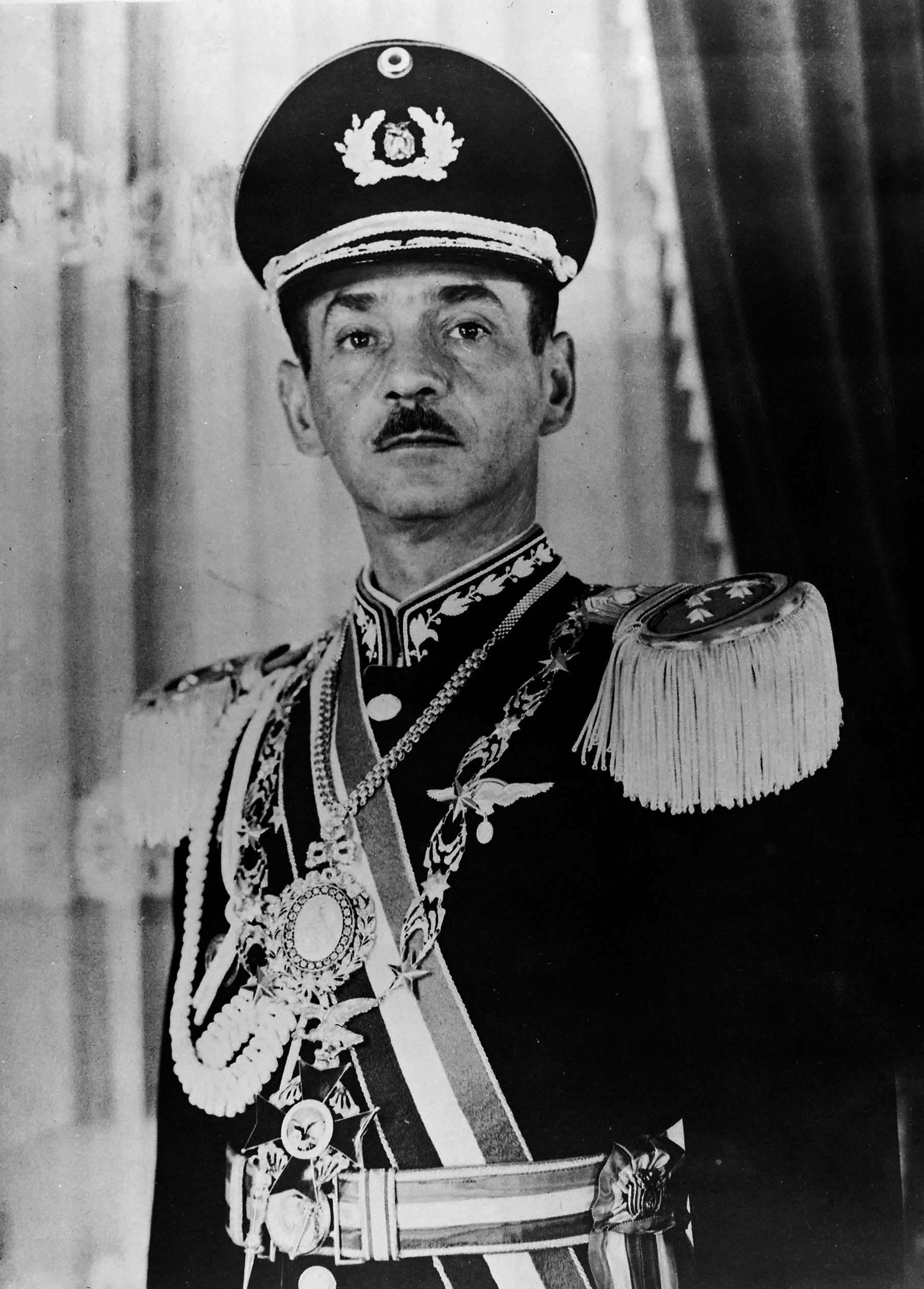

우고 반세르 수아레스(스페인어: Hugo Banzer Suárez, 1926년 5월 10일 ~ 2002년 5월 5일)는 볼리비아의 군인 출신 정치가로, 1971년부터 1978년까지, 1997년부터 2001년까지 두 차례에 걸쳐 볼리비아의 대통령으로 재직했다.
독일 이민자의 후손으로 태어나 모국인 볼리비아, 아르헨티나, 브라질, 미국의 군 사관학교를 졸업했다. 미국 텍사스 포트 우드의 장갑 기병대 학교와 파나마 운하(당시 미국령)의 스쿨 오브 디 아메리카스(미군이 남미 군인들에게 반란에 대한 진압 및 고문과 살인 기술을 가르치고 훈련하는 악명 높은 시설)를 다녔다.
1961년 육군 대령으로 승진하였고, 3년 후 친구인 레네 바리엔토스 장군 밑에서 교육문화장관에 임명된다. 차츰 정치적 영향력을 강화하고 군의 대표적인 우익 세력으로 떠올랐다. 또한 육군 사관학교와 괄베르토 빌라로엘 육군 학교의 학장을 역임하였으며 반 게릴라 투쟁에 참여했다.
1970년 10월 우익 쿠데타를 일으켜 당시의 군인 대통령 알프레도 오반도 칸디아 장군을 해임시켰는데 바로 좌익의 후안 호세 토레스 곤잘레스 장군에 의한 반동 쿠데타로 실패했다. 반처는 국외로 피신했지만, 권력에 대한 야망은 버리지 않았다.
정치적인 대립을 이유로, 반처는 1974년 좌파 정당들을 해산하였고, 볼리비아중앙노동자연합(Central Obrera Boliviana; COB)의 활동을 금지하였으며, 더욱 대학을 폐쇄했다. 전 대통령 빅토르 파즈 에스텐소로의 정당인 민족혁명운동당(Movimiento Nacionalista Revolucionario; MNR)과 극우 볼리비아사회주의정치결사(Falange Socialista Boliviana)가 곧지지를 표명했다.
인권 단체들은 반처가 재직하던 1971년부터 1978년 사이의 권력 강화를 도모한 결과, 수많은 사람들이 해외로 도주했고 3,000명이 정치범으로 체포되었으며 200명이 살해됐다고 보고했다(이는 "반처화(banzerato)"라고 불린다). 에스텐소로도 결국 망명하였으며, 에르난 시레스 수아소 전 대통령이 체포되고 후안 호세 토레스 전 대통령이 망명지에서 암살되는 사건이 발생하는 가운데, 1978년 9년 만에 대통령 선거가 실시되는데 부정 투표 의혹 등으로 선거는 무효화된다. 후안 뻬레다 아스분 공군 대장에 의한 쿠데타로 반처는 축출되었다.
1997년 민주적 절차에 의거, 5년 임기의 대통령직에 복귀했다. 이 때 그는 1979년 본인이 창당한 민족민주행동당(Acción Democrática Nacionalista; ADN)의 당수였다. 이 전에 1979년, 1980년, 1985년, 1989년, 1993년 5번이나 대선에 출마했지만 낙선했다.
두 번째 임기에서 전임자인 곤살로 산체스 데 로사다가 추진한 민영화 노선을 수정하고 국영 기업을 되찾는 것을 공약하였다. 또한 미국을 밀어 코카 멸종 작전이라는 볼리비아 국내 마약 일소 계획을 진행했지만, 이것은 물의를 빚었다. 원래 코카 재배는 자신의 1기 임기 동안 면화의 전작이 진행되고 크게 증산 된 것이었다.
1999년 말부터 2000년에 걸쳐, 미국 기업에 인수된 코차밤바의 수도 회사에 대한 항의 시위가 격화되었다. 이것은 "코차밤바 물 분쟁"이라고 코카 멸종 작전에 반대하는 차빠레 지역의 코카 생산 농가의 파업과 폭동과 합쳐져 국내는 혼란했다. 결국 코카 멸종 전략은 일부 철회되고 전통적인 목적의 코카 잎 재배 및 유통이 인정된다.
2001년 8월 7일 폐암으로 대통령직을 사임했고, 부통령인 호르헤 키로가 라미레스가 이를 승계했다. 2002년 5월 5일에 사망할 때까지 그는 ADN의 당수를 역임했다.